# Пьедимонте-Матезе
Пьедимонте-Матезе (итал. Piedimonte Matese) — город в Италии, располагается в регионе Кампания, в провинции Казерта.
Население составляет 11 458 человек, плотность населения составляет 279 чел./км². Занимает площадь 41 км². Почтовый индекс — 81016. Телефонный код — 0823.
Покровителем населённого пункта считается святой Маркеллин. Праздник ежегодно празднуется 2 июня.